# Reilhac (Lot)
Reilhac è un comune francese di 172 abitanti situato nel dipartimento del Lot nella regione dell'Occitania.

## Società

### Evoluzione demografica
Abitanti censiti